# Lothar Zeh
Lothar Zeh (* 10. Juni 1943) ist ein ehemaliger deutscher Fußballspieler.

## Karriere
Zeh gehörte 21-jährig dem amtierenden Berliner Meister Tasmania Berlin an, für den er in der Regionalliga Berlin, der seinerzeit zweithöchsten Spielklasse, in der Saison 1964/65 Punktspiele bestritt und mit der Mannschaft Dritter wurde. Nachdem der Lokalrivale Hertha BSC zwei Spielzeiten in der 1963 neu gegründeten höchsten deutschen Spielklasse, der Bundesliga, absolviert hatte, aufgrund schwerer Verstöße gegen die Statuten vom DFB in die Regionalliga zurückgestuft wurde, nahm der DFB die Tasmania in diese auf; Tennis Borussia Berlin als Meister der Berliner Regionalliga 1964/65 war bereits zuvor in der Aufstiegsrunde gescheitert und der zweitplatzierte Verein Spandauer SV verzichtete auf den Aufstieg. Sein Bundesligadebüt bestritt er am 21. August 1965 (2. Spieltag) bei der 0:5-Niederlage im Auswärtsspiel gegen den Neuling Borussia Mönchengladbach; sein erstes Tor erzielte er am 2. Oktober 1965 (7. Spieltag) bei der 1:5-Niederlage im Heimspiel gegen Hannover 96 mit dem Treffer zum 1:0 in der siebten Minute. Sein letztes von 14 Bundesligaspielen bestritt er am 28. Mai 1966 (34. Spieltag) bei der 0:4-Niederlage „auf Schalke“. Mit drei Toren ist er hinter Wulf-Ingo Usbeck, der vier Tore erzielte, der zweiterfolgreichste Bundesligatorschütze in der Vereinshistorie. Er gehörte als einer von 24 Spielern jenem Verein an, der bis heute als Sinnbild des erfolglosesten Vereins in der Bundesligageschichte gilt.
1969 wechselte Zeh zum 1. FC Neukölln, für den er bis 1971 noch 12 Tore in 40 Spielen in der Regionalliga Berlin schoss.